# Bataille de Dayr al-Aqul
La bataille de Dayr al-Aqul a eu lieu le 8 avril 876, entre les forces du souverain saffaride Ya'qub ibn Laith et le califat abbasside.

## Contexte géographique
Dayr al-ʿĀqūl ( Arabe, Persan ; littéralement « monastère au coude de la rivière », du syriaque aqūlā « courbure ») était la ville principale du district fertile (ṭassūj) dans le centre de Nahrawan. Elle était la ville la plus importante sur le Tigre entre Bagdad et Wasit. La bataille a eu lieu près d'un village de la région, appelé Istarband, entre Dayr al-Aqul et Sib Bani Kuma.

## Déroulement
Se déroulant à environ 80 km au sud-est (en aval) de Bagdad, la bataille s'est terminée par une victoire décisive des Abbassides, forçant Ya`qûb ben Layth as-Saffâr à stopper son avancée en Irak.